# اسید آرمسترانگ
اسید آرمسترانگ (به انگلیسی: Armstrong's acid) با فرمول شیمیایی C۱۰H۸S۲O۶ یک ترکیب شیمیایی با شناسه پاب‌کم ۶۶۶۶ است. که جرم مولی آن ۲۸۸٫۲۹۹ g/mol می‌باشد. 